# Ivry-le-Temple
Ivry-le-Temple est une commune française située dans le département de l'Oise en région Hauts-de-France.

## Géographie

### Description

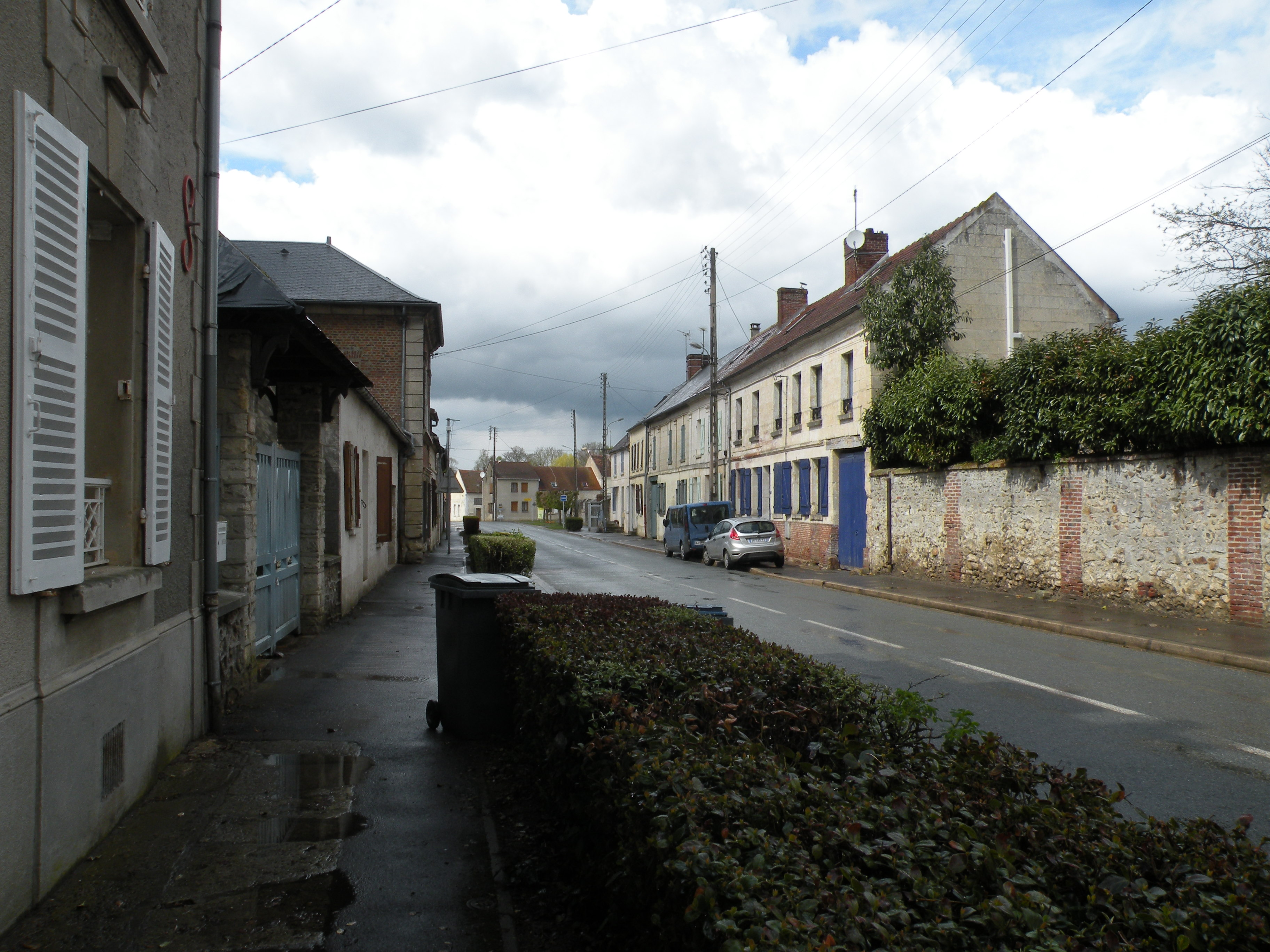
La rue Principale

Ivry-le-temple est un village périurbain du Pays des Sablons dans le sud-ouest de l'Oise, situé à 8 km à vol d'oiseau à l'ouest de Méru, 20 km au nord-ouest de Persan (Val-d'Oise), 20 km au nord de Pontoise, 20 km au nord-est de Magny-en-Vexin, 19 km à l'ouest de Gisors et 22 km au sud de Beauvais.
Louis Graves indiquait en 1837 qu'Ivry-le-Temple était une « grande commune dont le territoire uni, connu Sein le nom de plaine-dorée à fume de sa fertilité, de forme à peu près ovale, a sa principale dimension de l'est à l'ouest. La Troesne grossie d'un ruisseau qui a sa source près de l'église, forme la limite du côté de Monts.
Le chef-lieu est disposé en une large et longue rue sur l'ancienne route du Gisors à Beaumont- sur- Oise; c'est ce' qu'on appelait autrefois Ivry-la-Commanderie ; quelques maisons groupée autour de l'église et au midi de la. grande rue, formaient Ivry-le-Temple ; ces deux sections , à cause de leur proximité, ne font qu'un seul village ».

### Communes limitrophes
Les communes limitrophes sont  Fresne-Léguillon, Hénonville, Monneville, Monts, Neuville-Bosc, Saint-Crépin-Ibouvillers, Senots et Villeneuve-les-Sablons.
| Fresne-Léguillon | Senots         | Saint-Crépin-Ibouvillers |
| Monneville       | Ivry-le-Temple | Villeneuve-les-Sablons   |
| Monts            | Neuville-Bosc  | Hénonville               |

### Hydrographie
La commune est située dans le bassin Seine-Normandie. Elle est drainée par la Troesne, le ru de Pouilly, la Fausse, le cours d'eau 01 de la commune de Fresne-le-Guillon, le fossé 01 de la commune de Monts et le Merdron,,.
La Troesne, d'une longueur de 27 km, prend sa source dans la commune de Hénonville et se jette  dans l'Epte à Gisors, après avoir traversé douze communes.

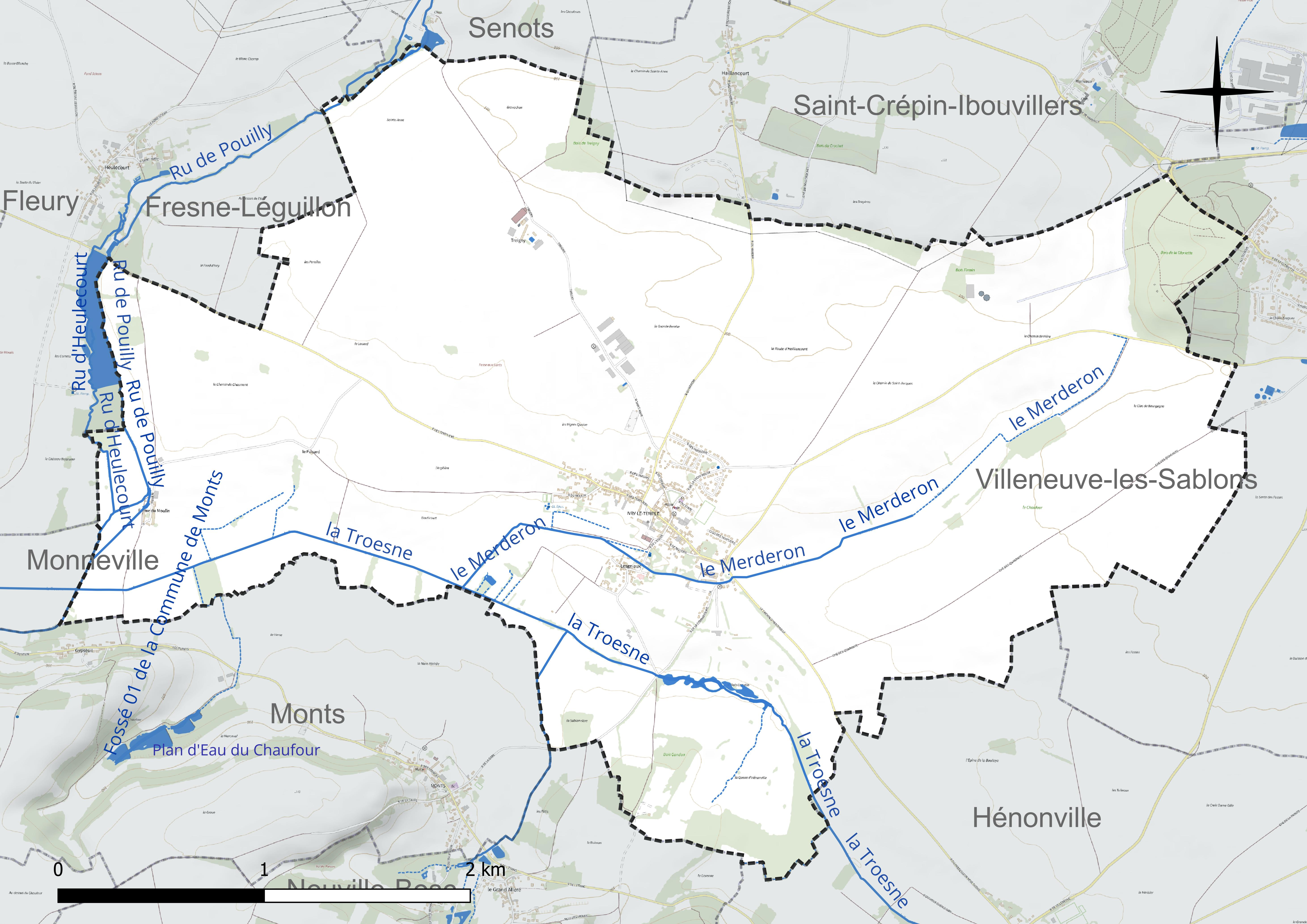
Réseau hydrographique d'Ivry-le-Temple.

### Climat
Pour des articles plus généraux, voir Climat des Hauts-de-France et Climat de l'Oise.
En 2010, le climat de la commune est de type climat océanique dégradé des plaines du Centre et du Nord, selon une étude du CNRS s'appuyant sur une série de données couvrant la période 1971-2000. En 2020, Météo-France publie une typologie des climats de la France métropolitaine dans laquelle la commune est exposée à un climat océanique et est dans la région climatique Sud-ouest du bassin Parisien, caractérisée par une faible pluviométrie, notamment au printemps (120 à 150 mm) et un hiver froid (3,5 °C).
Pour la période 1971-2000, la température annuelle moyenne est de 10,9 °C, avec une amplitude thermique annuelle de 14,6 °C. Le cumul annuel moyen de précipitations est de 702 mm, avec 11,2 jours de précipitations en janvier et 8 jours en juillet. Pour la période 1991-2020, la température moyenne annuelle observée sur la station météorologique la plus proche, située sur la commune de Jaméricourt à 14 km à vol d'oiseau, est de 11,0 °C et le cumul annuel moyen de précipitations est de 695,7 mm,. Pour l'avenir, les paramètres climatiques de la commune estimés pour 2050 selon différents scénarios d'émission de gaz à effet de serre sont consultables sur un site dédié publié par Météo-France en novembre 2022.

## Urbanisme

### Typologie
Au 1er janvier 2024, Ivry-le-Temple est catégorisée bourg rural, selon la nouvelle grille communale de densité à sept niveaux définie par l'Insee en 2022.
Elle est située hors unité urbaine. Par ailleurs la commune fait partie de l'aire d'attraction de Paris, dont elle est une commune de la couronne,.

### Occupation des sols

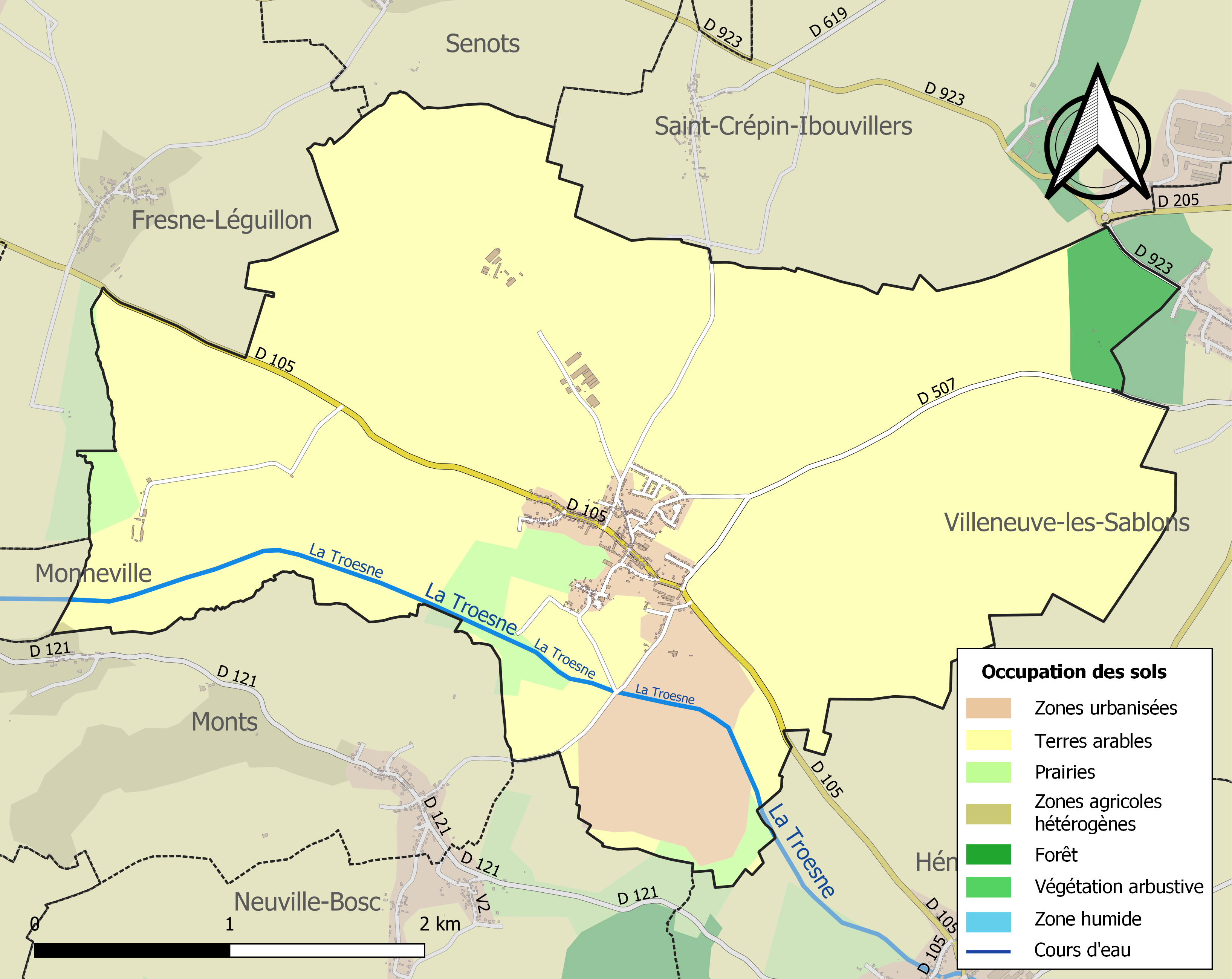
Carte des infrastructures et de l'occupation des sols de la commune en 2018 (CLC).

L'occupation des sols de la commune, telle qu'elle ressort de la base de données européenne d'occupation biophysique des sols Corine Land Cover (CLC), est marquée par l'importance des territoires agricoles (88,4 % en 2018), une proportion sensiblement équivalente à celle de 1990 (88,5 %). La répartition détaillée en 2018 est la suivante : 
terres arables (84,7 %), espaces verts artificialisés, non agricoles (6,6 %), prairies (3,7 %), zones urbanisées (2,7 %), forêts (2,3 %). L'évolution de l'occupation des sols de la commune et de ses infrastructures peut être observée sur les différentes représentations cartographiques du territoire : la carte de Cassini (XVIIIe siècle), la carte d'état-major (1820-1866) et les cartes ou photos aériennes de l'IGN pour la période actuelle (1950 à aujourd'hui).

### Habitat et logement
En 2018, le nombre total de logements dans la commune était de 332, alors qu'il était de 295 en 2013 et de 294 en 2008.
Parmi ces logements, 92,7 % étaient des résidences principales, 2,6 % des résidences secondaires et 4,7 % des logements vacants. Ces logements étaient pour 91,5 % d'entre eux des maisons individuelles et pour 7,9 % des appartements.
Le tableau ci-dessous présente la typologie des logements à Ivry-le-Temple en 2018 en comparaison avec celle de l'Oise et de la France entière. Une caractéristique marquante du parc de logements est ainsi une proportion de résidences secondaires et logements occasionnels (2,6 %) légèrement supérieure à celle du département (2,5 %) mais inférieure à celle de la France entière (9,7 %). Concernant le statut d'occupation de ces logements, 82,7 % des habitants de la commune sont propriétaires de leur logement (80,3 % en 2013), contre 61,4 % pour l'Oise et 57,5 % pour la France entière.
| Typologie                                               | Ivry-le-Temple | Oise | France entière |
| ------------------------------------------------------- | -------------- | ---- | -------------- |
| Résidences principales (en %)                           | 92,7           | 90,4 | 82,1           |
| Résidences secondaires et logements occasionnels (en %) | 2,6            | 2,5  | 9,7            |
| Logements vacants (en %)                                | 4,7            | 7,1  | 8,2            |

### Voies de communication et transports
Ivry-le-Temple est desservi par la RD 105 et l'ancienne route nationale 323 (actuelle RD 923) qui donnent un accès aisé à l'autoroute A16.
En 2023, la commune est desservie par la ligne E du réseau Sablons Bus et par les lignes 6112, 6121, 6131, 6132 et 6144 du réseau interurbain de l'Oise.

### Énergie
En 2016, la création d'une installation de méthanisation de 8 gW/H est envisagée à Chemin de Méru à Ivry-le-Temple par la société Biometa, suscitant d'importantes protestations,. Une nouvelle enquête publique sur les modifications du projet a néanmoins lieu durant l'été 2017, aboutissant à l'autorisation par la préfecture de l'Oise en novembre 2017 du projet, permettant de transformer  chaque jour jusqu'à 60 tonnes de fumier et d'alimenter l'équivalent de 1 250 logements,.
Cette installation est, en 2021, en service.

## Toponymie
La localité est attestée sous la forme latinisée Ivriacum en 1160, Iuriacum en 1186, Euriacum en 1209, Symon Faber de Ivri en 1211, Aper Iuriacum juxta Hanovillam (« à Ivry près d'Hénonville ») en 1237, Milicie templi de Yvriaco (« temple militaire d'Ivry ») en 1245, Petrus de Ivriaco (Pierre d'Ivry) en 1247, Fratres ordinis milicie templi de Yvriaco in vulgassino francie en 1300, Preceptor de Yvriaco Sancti Johannis de Jherosolime en 1337, L'ospital d'Ivry-le-Temple en 1373 (allusion à la maladrerie, (hôpital pour lépreux) fondée en 1160 et détruite vers 1750), Ivry-le-Temple en 1483, Ivry-la-Commanderie au XVIIIe siècle. 
Il s'agit de la formation toponymique répandue de type celtique (gaulois) *Ebur-i-acum « lieu des ifs, ivaie » ou « propriété d'Éburius », anthroponyme gaulois (voir Albert Dauzat, Ernest Nègre, Xavier Delamarre, etc.).
Le déterminant complémentaire le-Temple, fait référence à l'ordre du Temple, parce qu'il s'agit d'une ancienne possession templière, il possédait à Ivry la commanderie Saint-Jacques, établie vers 1200.

## Histoire

### Moyen Âge
La partie sud du village est incendiée en 1115 par les Anglais, et le village est reconstruit plus au nord, laissant excentré l'église qui se trouvait auparavant au centre du village
Les Templiers ont une commanderie à Ivry vers l'an 1200, dont la chapelle est dédiée en 1266. Après la suppression de l'Ordre, cet établissement devint une commanderie des Hospitaliers de l'ordre de Saint-Jean de Jérusalem. La commanderie avait une annexe à La Villeneuve-le-Roi et des possessions à Chaumont, Liancourt-Saint-Pierre; Bléquancourt, la Gloriette, Alleré-Huillencourt, Saint-Crépin-Ybourillers, Mogneville près Liencourt-sous.Clermont.
Il n'en reste rien, si ce n'est le nom d'une rue du village, et une ferme a été construite à son emplacement.
Ivry disposait également d'une maladrerie, fondée en 1100 et démolie en 1750.

### Époque contemporaine
De 1825,à 1833, la commune d'Ivry-le-Temple, instituée par la Révolution française, absorbe celle de Monts, qui retrouve almors son autonomie,.
En 1837, Ivry disposait d'une halle de marché et d'une place garnie de plantations. On y trouvait un moulin à eau. La population vivait essentiellement de l'agriculture. À cette époque, une voiture publique allait deux fois par semaine à Paris et à Pontoise.
La commune a été desservie de 1906 à 1933 par la ligne de chemin de fer secondaire à voie métrique de Méru à Labosse du réseau des chemins de fer départementaux de l'Oise. La gare sert aujourd'hui d'habitation.

Le Chemin de fer à Ivry-le-Temple
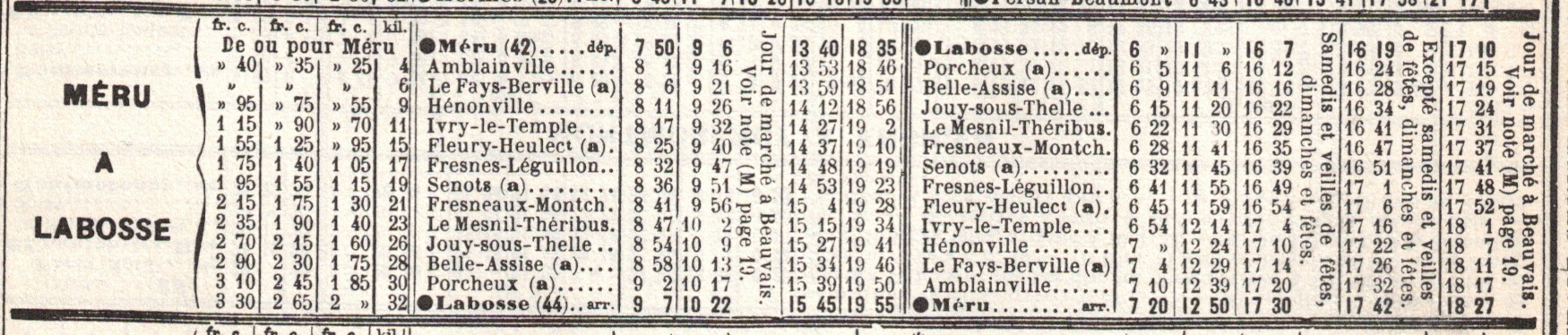
Horaires de la ligne en mai 1914
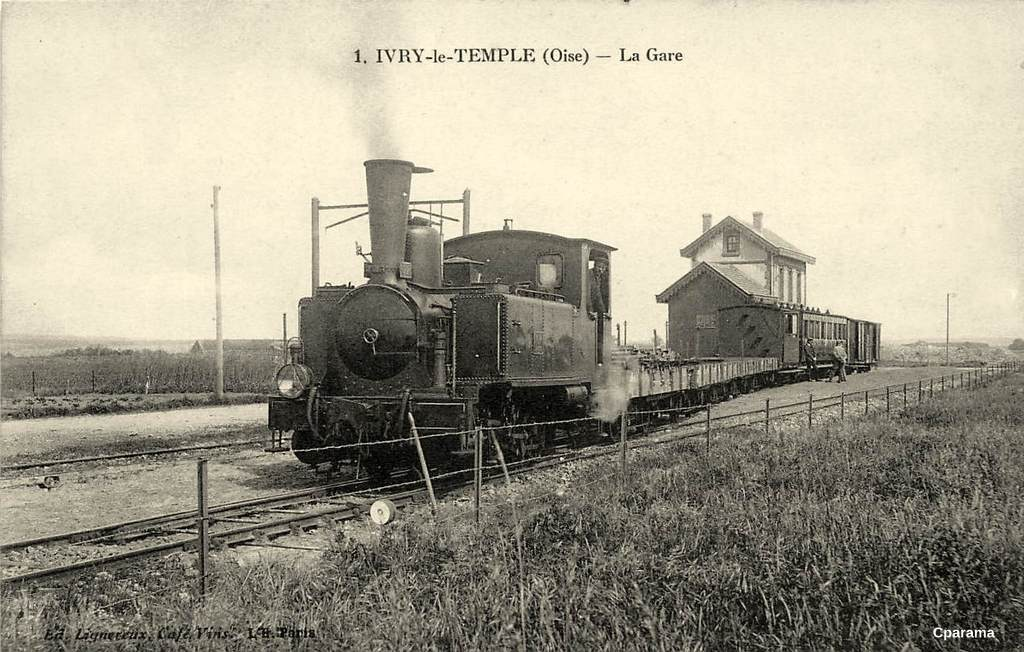
Train en gare d'Ivry-le-Temple.

L'industrie de la tabletterie s'est manifestée à Ivry par la création en 1902, par M. Paris, d'un atelier pour le travail de la nacre, appelée nacre blanche ou franche. Situé au 65 rue des Templiers, son activité cesse en 1938.

## Politique et administration

### Rattachements administratifs et électoraux

#### Rattachements administratifs
La commune se trouve dans l'arrondissement de Beauvais du département de l'Oise.
Elle faisait partie depuis 1793 du canton de Méru. Dans le cadre du redécoupage cantonal de 2014 en France, cette circonscription administrative territoriale a disparu, et le canton n'est plus qu'une circonscription électorale.

#### Rattachements électoraux
Pour les élections départementales, la commune fait partie depuis 2014 du canton de Chaumont-en-Vexin
Pour l'élection des députés, elle fait partie de la troisième circonscription de l'Oise.

### Intercommunalité
Ivry-le-Temple est membre de la communauté de communes des Sablons, un établissement public de coopération intercommunale (EPCI) à fiscalité propre créé en 2000 et auquel la commune a transféré un certain nombre de ses compétences, dans les conditions déterminées par le code général des collectivités territoriales.
Cette intercommunalité succédait au district des Sablons créé en 1992 par Saint-Crépin-Ibouvillers,  Villeneuve-lès-Sablons, Lormaison et Ivry-le-Temple pour favoriser l'implantation de la fonderie Norfond (depuis EJ) et d'autres entreprises, tout en mettant en place un mécanisme de solidarité fiscale.

### Liste des maires
| Période                                  | Période                   | Identité         | Étiquette | Qualité                                    |
| ---------------------------------------- | ------------------------- | ---------------- | --------- | ------------------------------------------ |
| Les données manquantes sont à compléter. |                           |                  |           |                                            |
|                                          |                           |                  |           |                                            |
| mars 2001                                | 2014                      | Jacques Leclerc  |           | Retraité-agriculteur                       |
| mars 2014                                |                           | Michel Jantolek  |           | Retraité Mort en fonction[réf. nécessaire] |
|                                          |                           |                  |           |                                            |
| mai 2020                                 | En cours (au 6 juin 2023) | Catherine Herman |           | Agricultrice                               |

## Équipements et services publics
La commune s'est dotée en 2011 d'une bibliothèque municipale, dite l'Ivrythèque, avec l'aide du département et de la Médiathèque départementale de l'Oise.

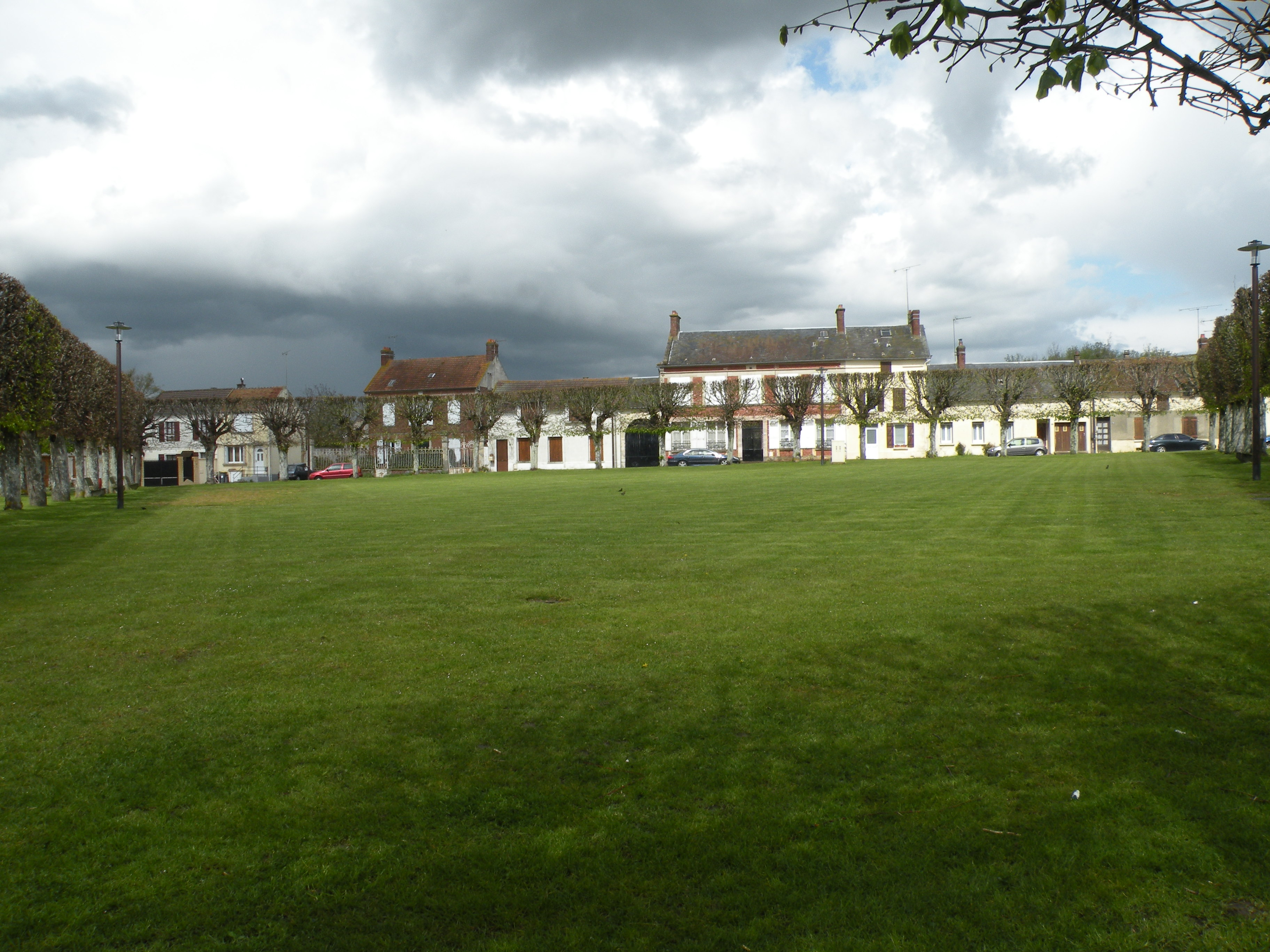
La place de la mairie.
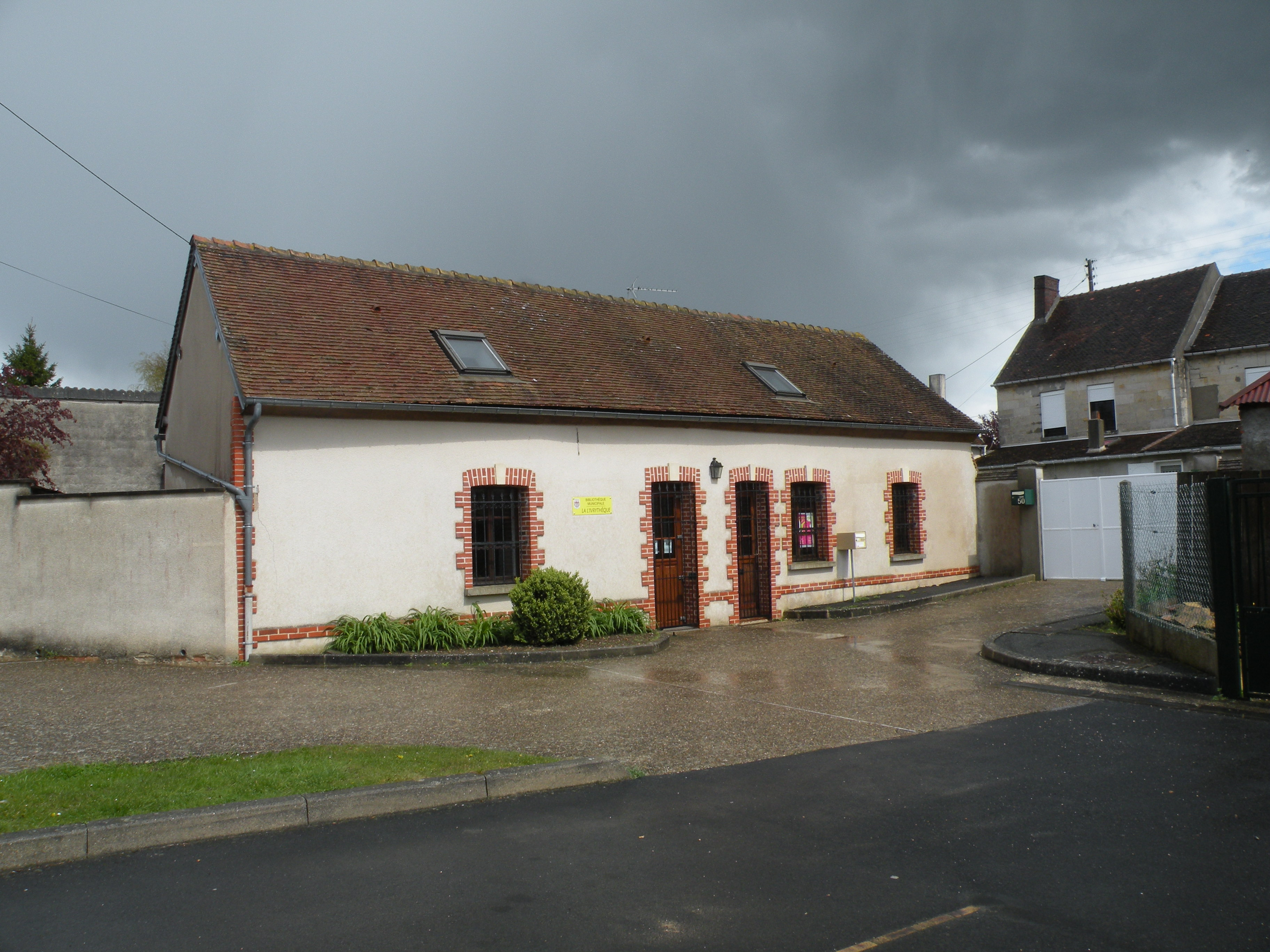
La bibliothèque.
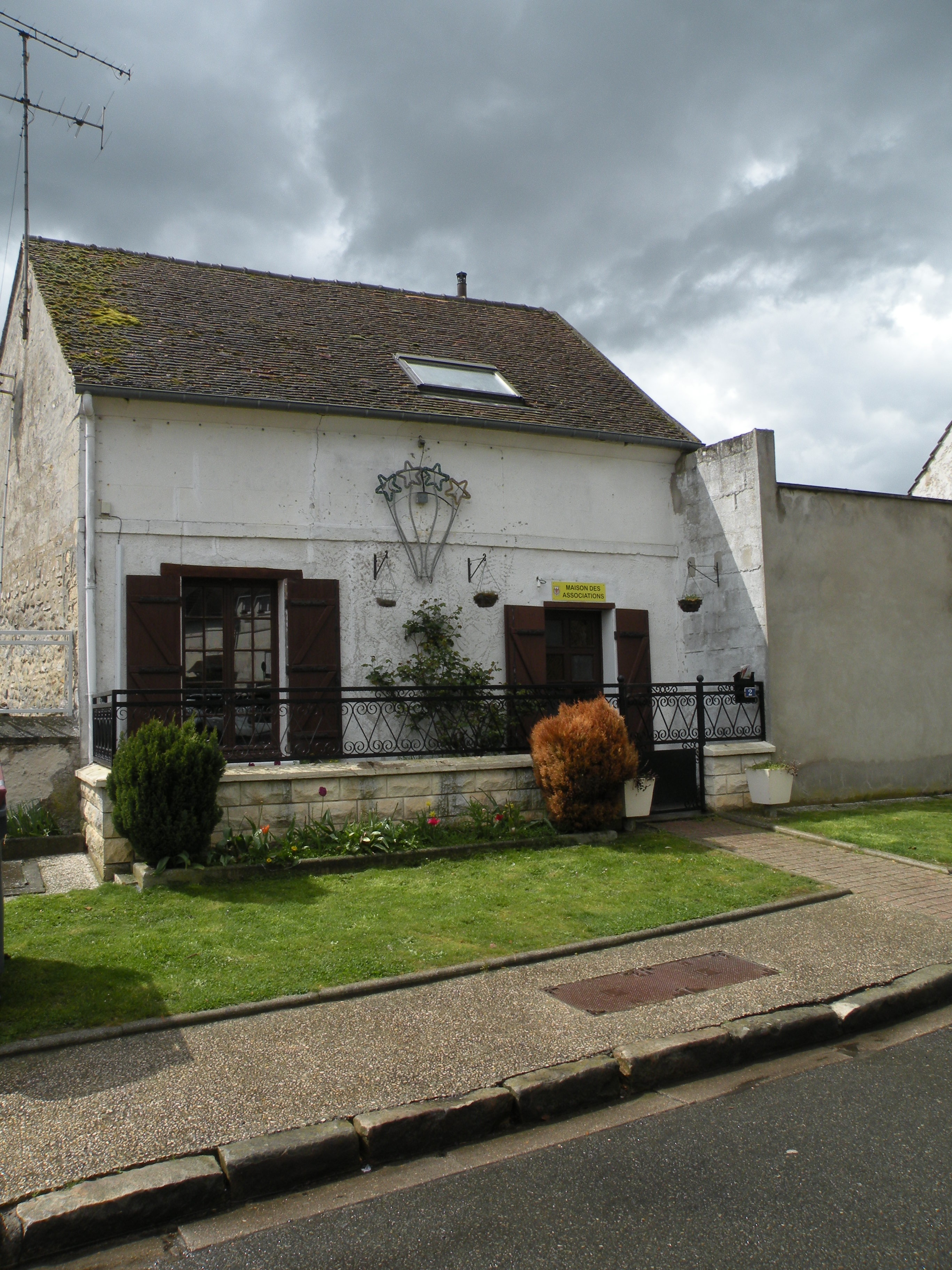
La maison des associations.

## Population et société

### Démographie

#### Évolution démographique
L'évolution du nombre d'habitants est connue à travers les recensements de la population effectués dans la commune depuis 1793. Pour les communes de moins de 10 000 habitants, une enquête de recensement portant sur toute la population est réalisée tous les cinq ans, les populations de référence des années intermédiaires étant quant à elles estimées par interpolation ou extrapolation. Pour la commune, le premier recensement exhaustif entrant dans le cadre du nouveau dispositif a été réalisé en 2004.

En 2022, la commune comptait 876 habitants, en évolution de +16,96 % par rapport à 2016 (Oise : +0,87 %, France hors Mayotte : +2,11 %).
| 1793 | 1800 | 1806 | 1821 | 1831 | 1836 | 1841 | 1846 | 1851 |
| ---- | ---- | ---- | ---- | ---- | ---- | ---- | ---- | ---- |
| 385  | 408  | 424  | 415  | 573  | 447  | 448  | 455  | 467  |

| 1856 | 1861 | 1866 | 1872 | 1876 | 1881 | 1886 | 1891 | 1896 |
| ---- | ---- | ---- | ---- | ---- | ---- | ---- | ---- | ---- |
| 503  | 518  | 506  | 458  | 541  | 527  | 463  | 460  | 421  |

| 1901 | 1906 | 1911 | 1921 | 1926 | 1931 | 1936 | 1946 | 1954 |
| ---- | ---- | ---- | ---- | ---- | ---- | ---- | ---- | ---- |
| 450  | 518  | 496  | 492  | 471  | 522  | 502  | 514  | 425  |

| 1962 | 1968 | 1975 | 1982 | 1990 | 1999 | 2004 | 2006 | 2009 |
| ---- | ---- | ---- | ---- | ---- | ---- | ---- | ---- | ---- |
| 402  | 483  | 506  | 588  | 598  | 658  | 647  | 662  | 656  |

| 2014 | 2019 | 2022 | - | - | - | - | - | - |
| ---- | ---- | ---- | - | - | - | - | - | - |
| 693  | 831  | 876  | - | - | - | - | - | - |

#### Pyramide des âges
La population de la commune est relativement jeune.
En 2018, le taux de personnes d'un âge inférieur à 30 ans s'élève à 37,9 %, soit au-dessus de la moyenne départementale (37,3 %). À l'inverse, le taux de personnes d'âge supérieur à 60 ans est de 19,3 % la même année, alors qu'il est de 22,8 % au niveau départemental.
En 2018, la commune comptait 392 hommes pour 412 femmes, soit un taux de 51,24 % de femmes, légèrement supérieur au taux départemental (51,11 %).
Les pyramides des âges de la commune et du département s'établissent comme suit.
| Hommes | Classe d’âge | Femmes |
| ------ | ------------ | ------ |
| 0,5    | 90 ou +      | 0,2    |
| 4,0    | 75-89 ans    | 5,9    |
| 12,8   | 60-74 ans    | 15,0   |
| 18,0   | 45-59 ans    | 18,3   |
| 25,7   | 30-44 ans    | 23,7   |
| 14,1   | 15-29 ans    | 15,7   |
| 24,9   | 0-14 ans     | 21,1   |

| Hommes | Classe d’âge | Femmes |
| ------ | ------------ | ------ |
| 0,5    | 90 ou +      | 1,4    |
| 5,5    | 75-89 ans    | 7,6    |
| 15,6   | 60-74 ans    | 16,3   |
| 20,8   | 45-59 ans    | 20     |
| 19,4   | 30-44 ans    | 19,4   |
| 17,6   | 15-29 ans    | 16,2   |
| 20,6   | 0-14 ans     | 19,1   |

## Culture locale et patrimoine

### Lieux et monuments
- L'église Saint-Martin, restaurée après l'effondrement des voutes du chœur en 1981, est constituée d'une nef unique précédée d'un porche à colombage.
L'église est remarquable par la corniche de son mur nord, ornée de tablettes et modillons sculptés avec beaucoup de virtuosité, datant du XIe siècle. Au XIIe siècle est construit un croisillon très débordant au nord de la croisée du clocher. Le chœur, très élevé, datait du XIIIe siècle. L'ensemble est remanié au XVIe siècle avec la création de voutes, et au XIXe siècle, avec la reconstruction de la croisée de clocher en style néogothique[41],[42].
- Le lavoir.
- Le pigeonnier de la ferme de la commanderie des Templiers.
- Le golf des Templiers.

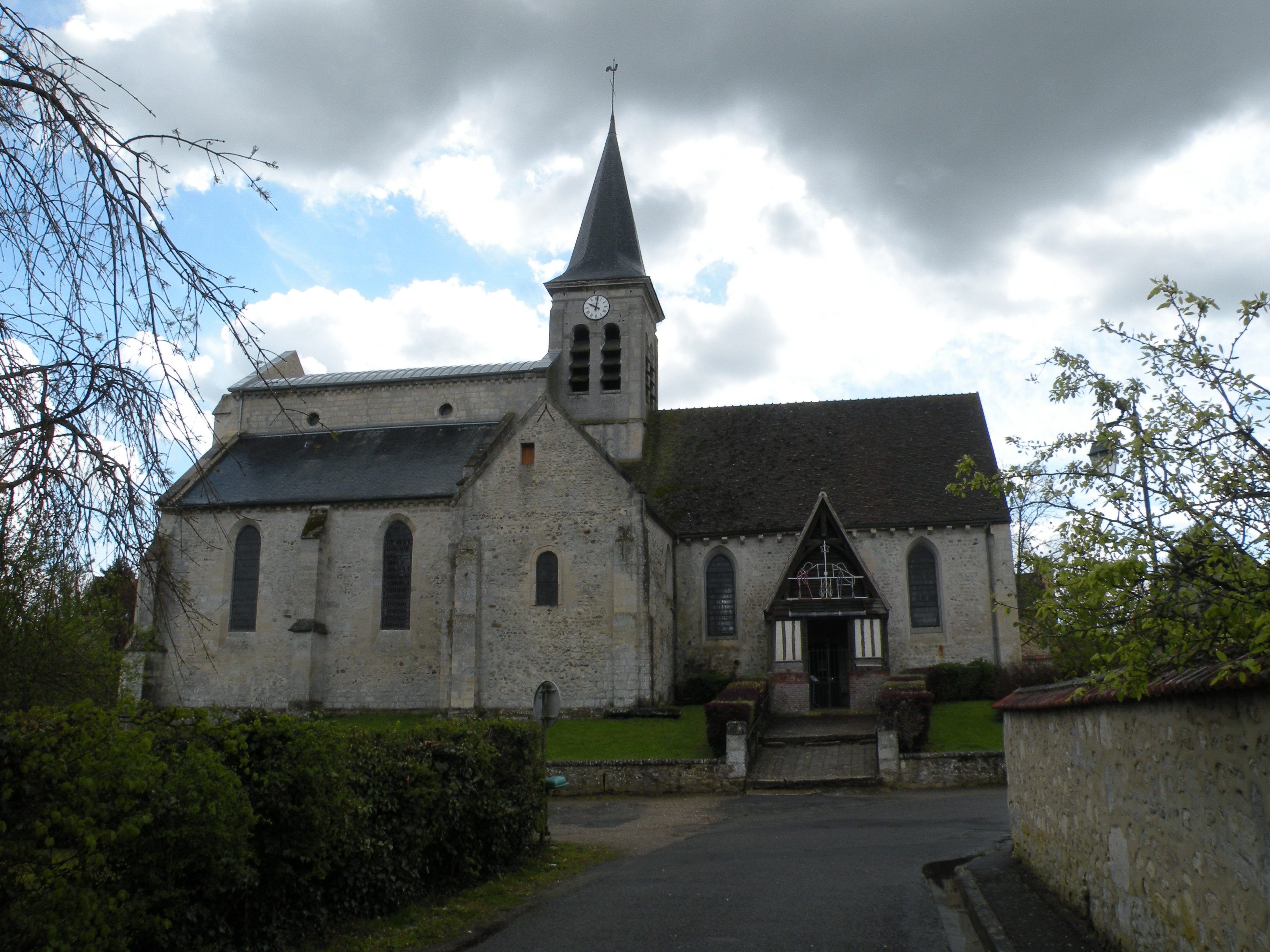
L'église.
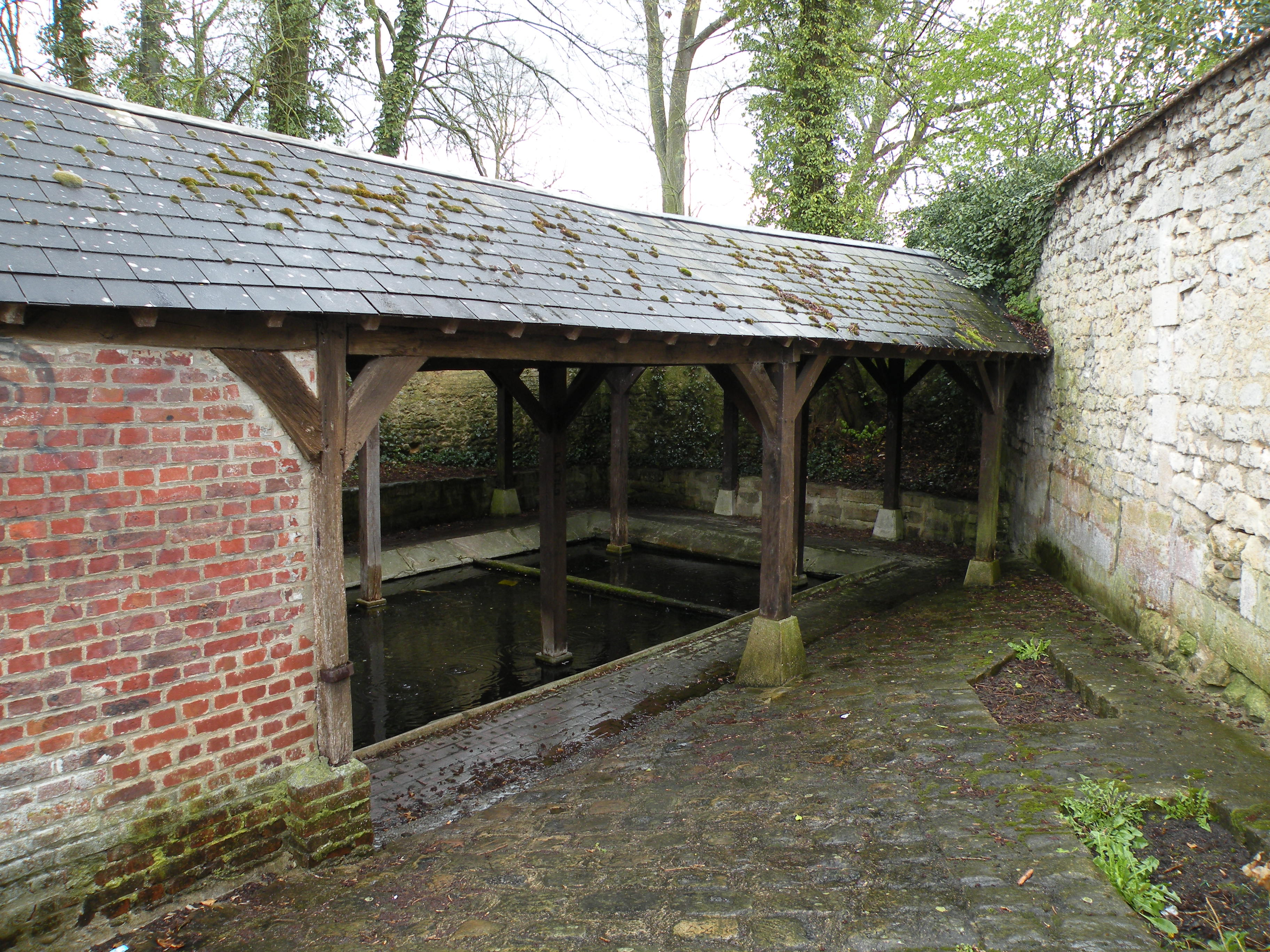
Le lavoir.
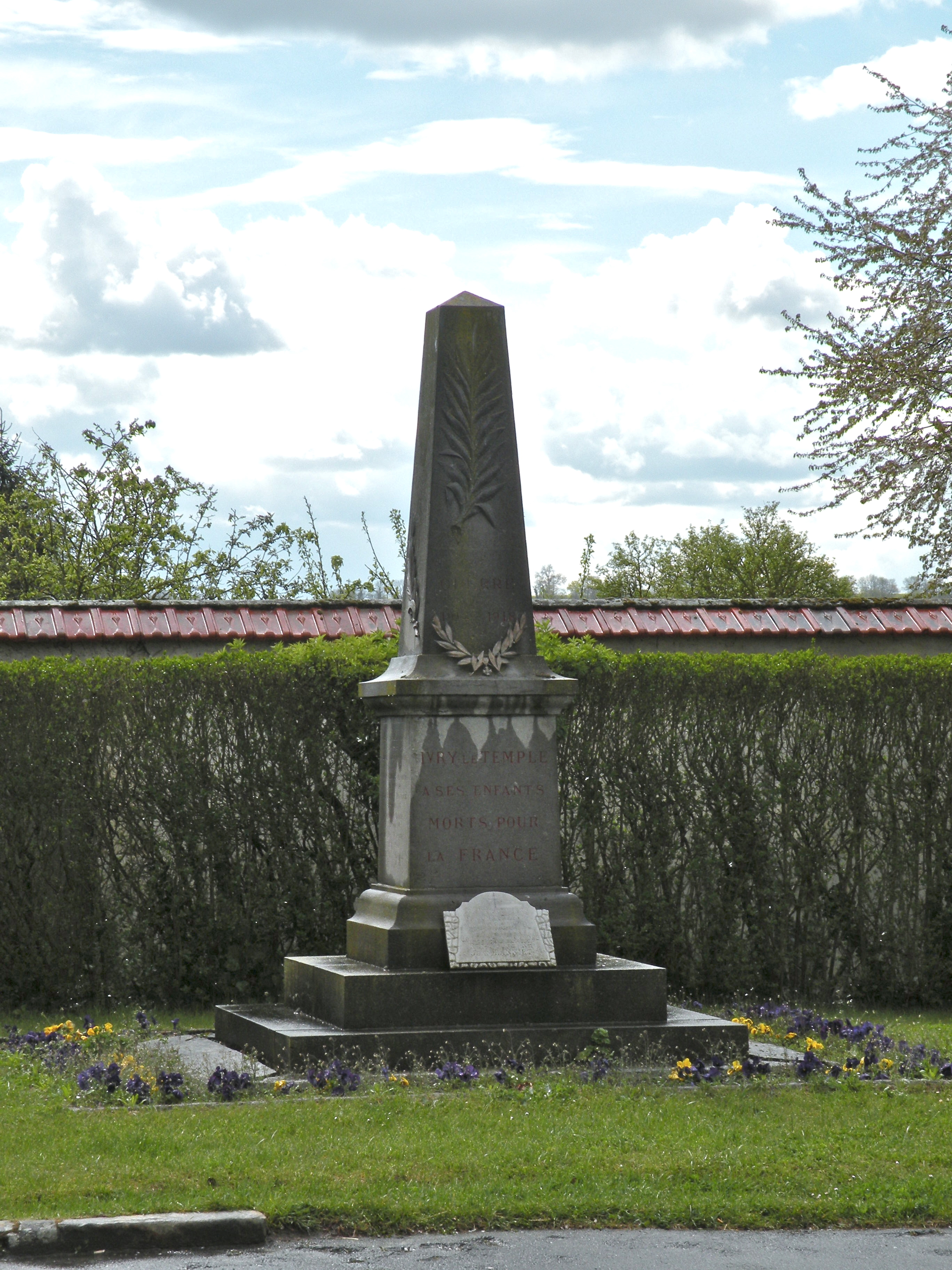
Monument aux morts.
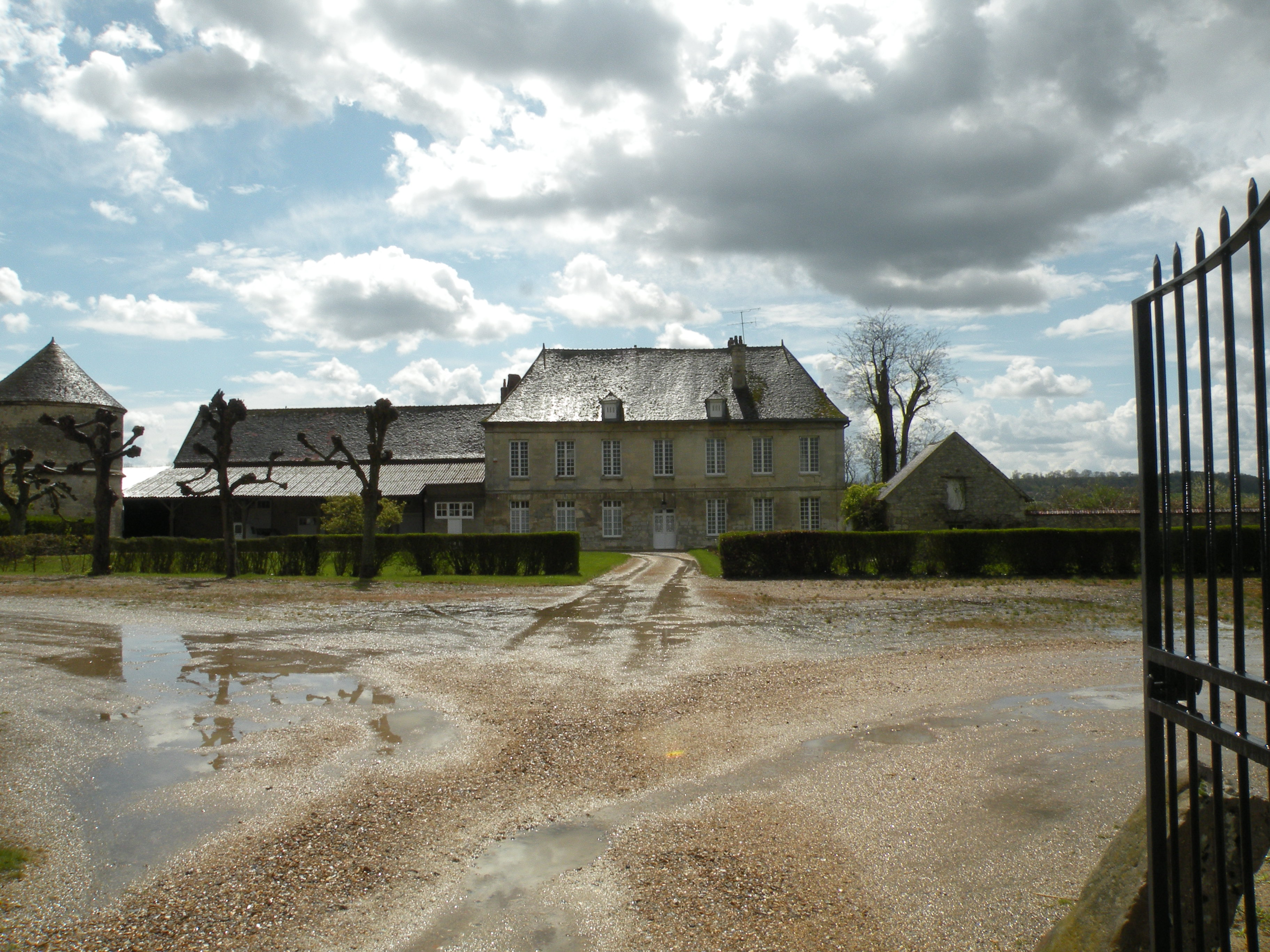
La ferme de la commanderie.
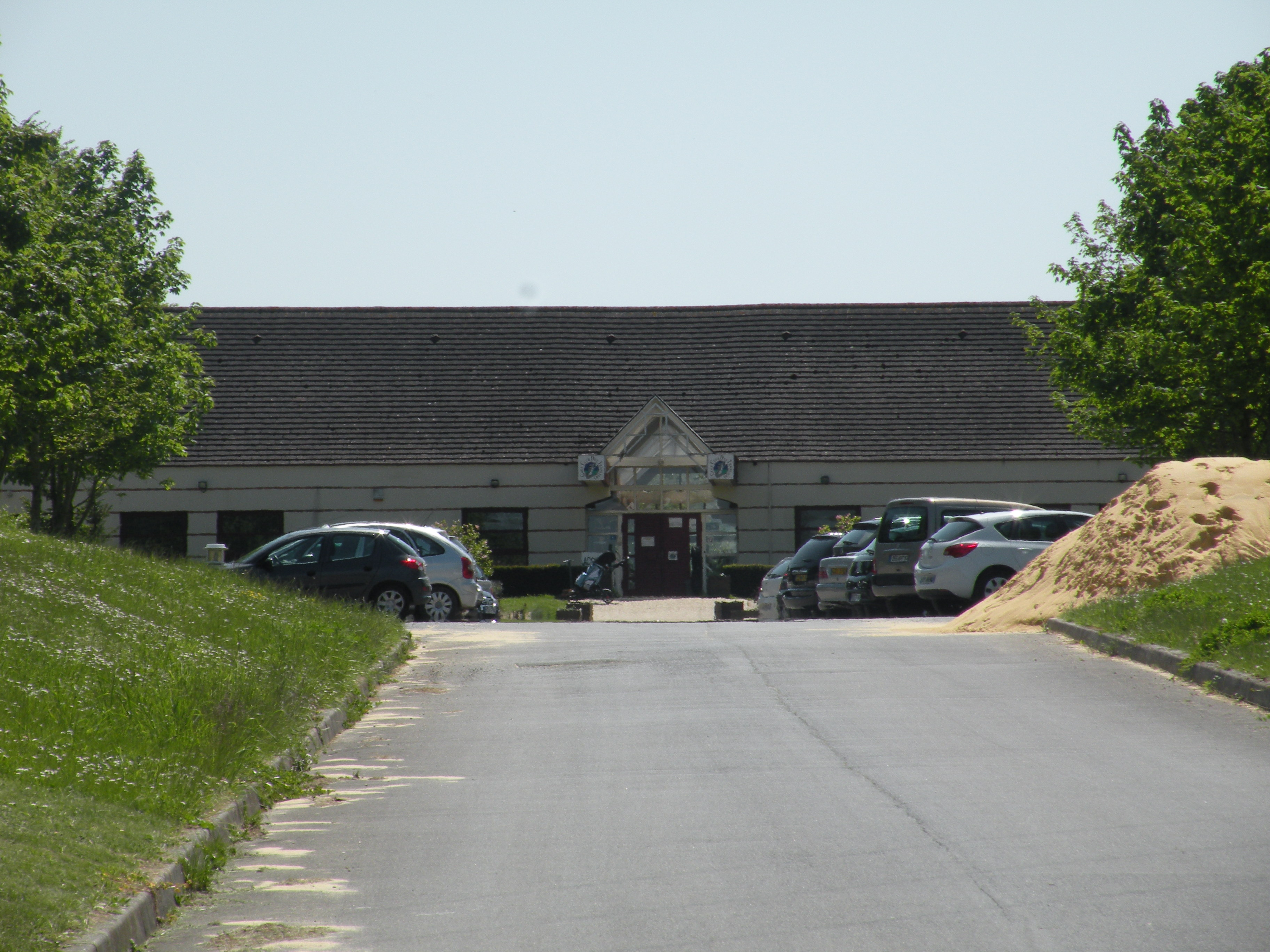
Le golf des Templiers.

### Héraldique
| Blason de Ivry-le-Temple | Blason  | Gironné en croix d'argent et de gueules.         |
| Blason de Ivry-le-Temple | Détails | Le statut officiel du blason reste à déterminer. |

## Pour approfondir